# Citroën DS
Citroën DS är en personbil som producerades av den franska biltillverkaren Citroën mellan 1955 och 1975.

## Historik
På franska uttalas "DS" som déesse [IPA: de ɛs], det vill säga gudinna. I Sverige kallades bilen ofta för paddan på grund av sin likhet med groddjuret. DS-modellen rönte stor uppmärksamhet när den presenterades på Bilsalongen i Paris 1955 och fick en lång lista över väntande kunder – 12 000 kontrakt skrevs redan under första dagen. Då salongen stängde efter 10 dagar hade 80 000 kontrakt skrivits, vilket var ett rekord som stod sig länge. DS var extremt modern för sin tid, både tekniskt och designmässigt. 
År 1963 respektive 1968 förnyades fronten utvändigt med bland annat bättre aerodynamik. År 1968 kom de svängande fjärrljusen. Under 1966 försvann fälgarna med centrummutter och nya motorer ersatte de gamla. År 1957 kom ID, en betydligt förenklad DS som bara hade fjädringen som var gashydraulisk medan DS använde hydrauliksystemet för att även kontrollera styrning, koppling och växling. År 1963 kom även en manuell växellåda som tillval till DS. Bilen fanns även i kombiversionerna Break och Familiale. Familiale hade 3 stolsrader medan Break hade 2 stolsrader och 2 fällbara säten i bakluckan där passagerarna satt omlott tvärs färdriktningen. Det fanns också en modell Prestige som hade mellanruta. Dessutom tillverkades många specialmodeller som ambulanser och cabrioleter, de senare ofta signerade karossmakaren Henri Chapron.
Citroën DS-modellerna har i många kretsar uppnått kultstatus och än i dag kan en välhållen "padda" väcka stor uppmärksamhet.
Fjädringen består av sfäriska gasklockor fyllda med kvävgas. Komprimering av denna gas medelst till hjulupphängningen anslutna hydraulcylindrar och länkstag ger själva fjädringsrörelsen. En nivåavkännare vid varje hjul styr ventiler som fyller på eller släpper ut hydraulvätska i de olika klockorna. Därigenom kan bilen hålla en konstant höjd oavsett hur den lastas, men kan också manuellt höjas och sänkas med en spak under instrumentbrädan. Vätskan reglerar höjden och gasen står för fjädringen. Inga stötdämpare behövs eftersom vätskan som strömmar in och ut bromsar upp rörelserna. Bilens spårvidd är olika mellan fram och bakaxel med 15 cm större spårvidd fram. Detta innebär att bilen gör fyra spår i nysnö.
Växellådan är halvautomatisk med fyra växlar. Föraren använder en spak vid ratten för att välja växel, men det behövs ingen kopplingspedal och själva växlingen sker med hjälp av hydrauliken. Anledningen till att denna lösning valdes istället för en vanlig automatlåda sägs vara att de motorer som var tillgängliga i kombination med de automatlådor som fanns gav för dåliga prestanda. Manuell växellåda med rattmonterad spak kom i samband med ID-modellen och senare även som alternativ i DS. Ett gemensamt hydraulsystem används för fjädringen, bromsarna, servostyrningen och även för att manövrera kopplingen och växellådan.
I bilens originalutrustning saknas domkraft. Vid hjulbyte använder man bilens fjädring för att lyfta det punkterade hjulet. För att kunna ta loss bakhjulet måste man demontera bakskärmen (på sedanmodellerna), men detta är lätt gjort, eftersom skärmen endast sitter fast med en mutter i samma dimension som hjulmuttrarna. I nödfall går bilen att köra med endast ett bakhjul. Detta görs genom att ställa hydraulsystemet i högsta läget, varvid hjulupphängningen blir stel och bilen balanserar på båda framhjulen och det kvarvarande bakhjulet. Bakaxeln saknar nästan helt bromsverkan då bilen är olastad, eftersom en bromsvåg känner av lastens tyngd och fördelar bromskraften. Vid högre lastvikt blev bromsverkan på bakhjulen större. Framhjulens bromskivor sitter monterade på drivaxlarna alldeles invid växellådan. Dessa bromsskivor är ovanligt stora, likaså bromsoken.
Patentet på fjädringssystemet har köpts av andra biltillverkare, däribland Mercedes-Benz till deras toppmodell 450 SEL 6.9 från 1975 till 1980, samt som tillval till efterföljaren 500-560sel. Systemet såldes till Rolls-Royce som alternativ och komplement till vanliga spiralfjädrar. På många modeller av Mercedes och BMW används systemet som nivåreglering på bakvagnen - och dessa bilar har alltså både spiral- och gasvätskefjädring samtidigt.

## Kronologi[1]

### Citroën DS

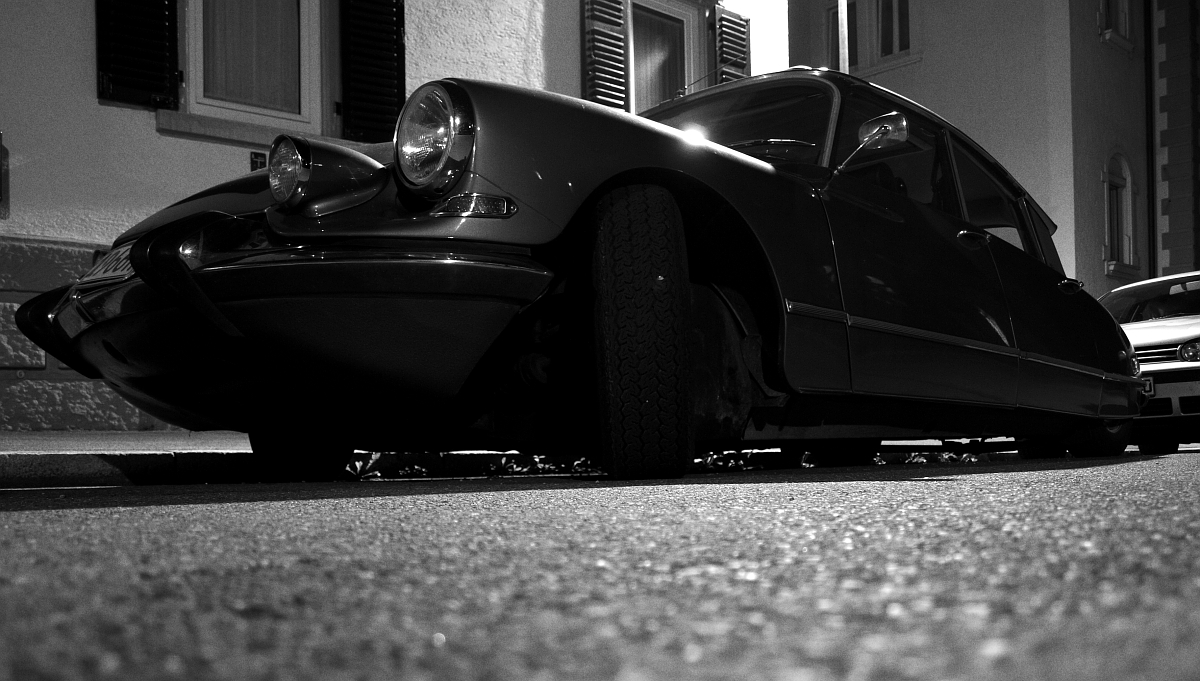
Citroën DS 19 på natten

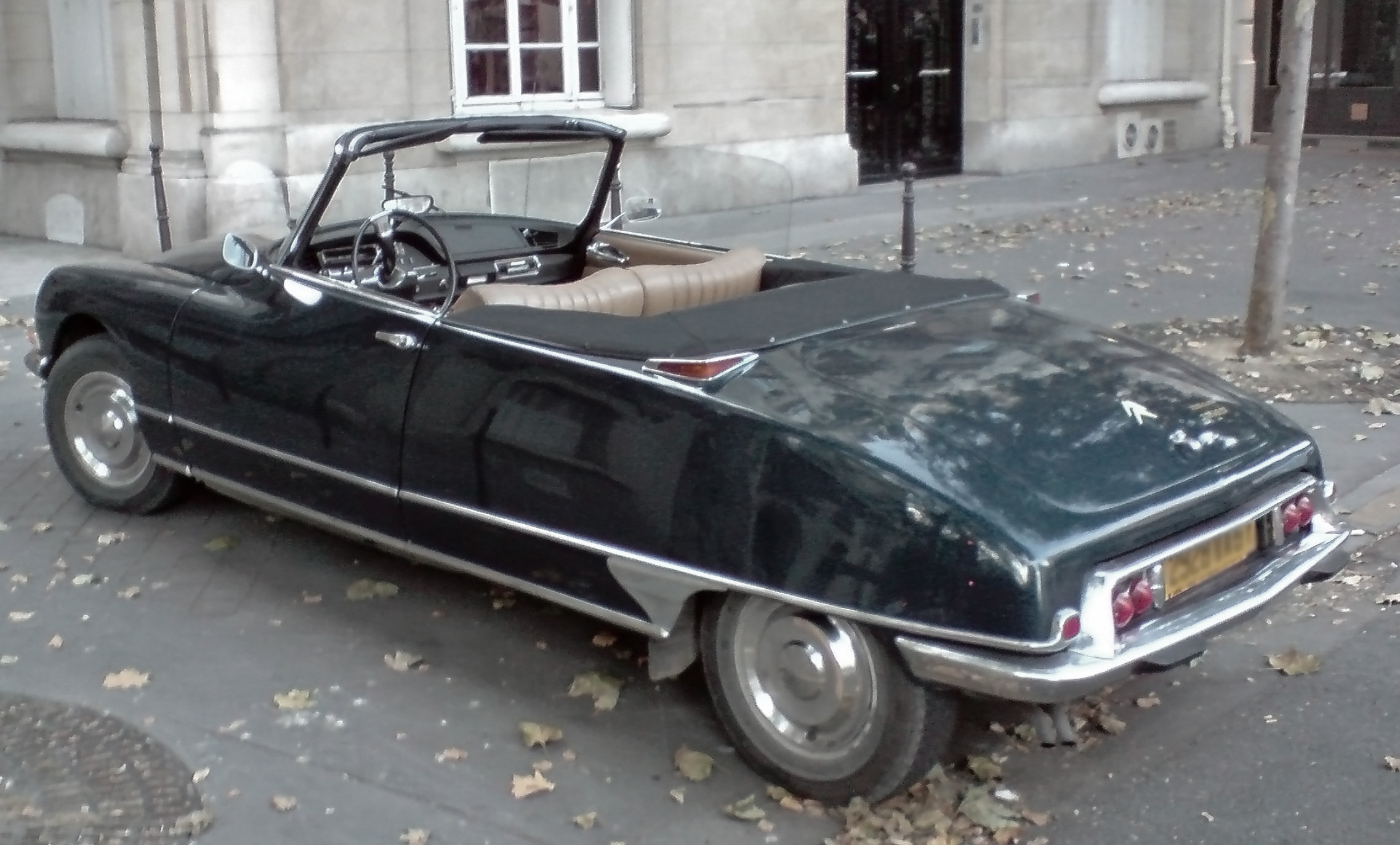
DS cabriolet (Chapron)

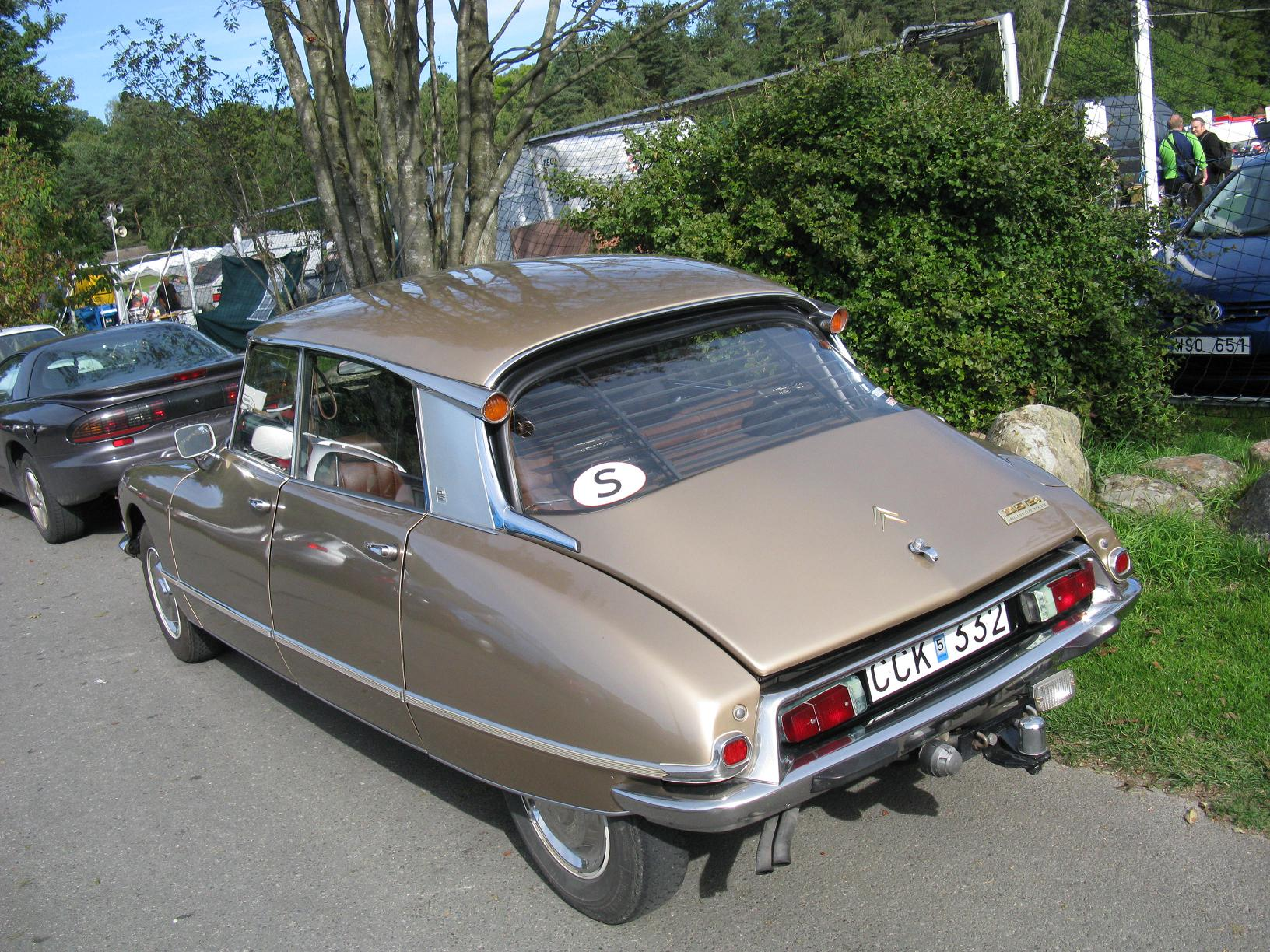
Citroën DS 21 Injection Electronique (1971)

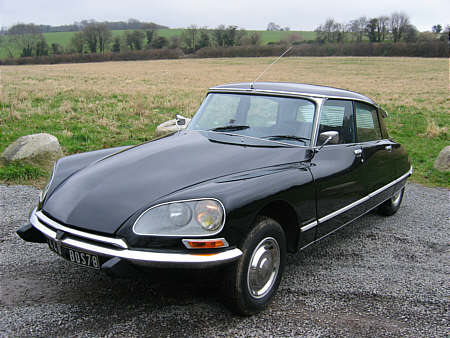
Citroën DS 21 Prestige (1972) (Chapron)

- 1955: Citroën DS19 visades första gången på bilsalongen i Paris den 6 oktober 1955. Bilen hade en 1,9 liters motor på 75 hk.
- 1956: Manuell höjdinställning av den gashydrauliska fjädringen via en spak under instrumentbrädan infördes. Markfrigången kunde därigenom varieras mellan 9 och 28 cm.
- 1959: Den lyxiga Prestige-modellen med bland annat mellanruta och läderklädsel introducerades.
- 1960: Bilen fick nya, längre bakskärmar och luftutsläpp på framskärmarna.
- 1961: 12 V elsystem infördes. I februari ökade motoreffekten till 83 hk. Samtidigt togs Chaprons cabriolet-modell upp på programmet och började säljas via Citroëns återförsäljare.
- 1962: Ny instrumentbräda.
- 1963: Bilen fick modifierad front. Manuell växellåda från ID-modellen erbjöds som alternativ.
- 1965: Pallas-modellen med mer påkostad inredning och mer kromutsmyckning på karossen introducerades.
- 1966: Bilen fick en ny kortslagig motor med femlagrad vevaxel. DS19 fick en tvålitersmotor på 83 hk, DS21 en 2,2-litersversion på 109 hk.
- 1968: Ny front med fyra strålkastare infördes. De inre fjärrlyktorna följde rattutslaget. Funktionen var standard på Pallas- och Prestige-modellerna, tillval på övriga.
- 1969: DS19 ersattes av DS20 med motor på 103 hk. Samtidigt höjdes motoreffekten i DS21 till 115 hk. Nya framstolar infördes.
- 1970: DS21 IE med insprutningsmotor på 139 hk introducerades. Ny instrumentbräda med runda instrument infördes.
- 1971: Femväxlad växellåda erbjöds som tillval.
- 1972: Trestegs automatlåda från Borg-Warner erbjöds som tillval.
- 1973: DS21 ersattes av DS23 med 2,3-liters motor. ID21 Break ersattes av DS23 Break, den enda kombi-versionen i DS-serien.
- 1975: Tillverkningen avslutades i juni 1975.

### Citroën ID
- 1956: På Paris-salongen i oktober 1956 introducerades den enklare Citroën ID19 som ersättare till Traction Avant-modellen. Bilen behöll den gashydrauliska fjädringen från DS-modellen, men saknade övrig hydraulmanövrerad komfortutrustning som servostyrning och servobromsar. Växellådan manövrerades med rattväxel och hade konventionell koppling. Den svagare motorn på 66 hk hämtades från Traction Avant. ID-modellen hade enklare inredning och instrumentbräda och karossen saknade all kromutsmyckning.
- 1959: Kombimodellen ID19 Break introducerades.
- 1960: Bilen fick nya, längre bakskärmar.
- 1961: 12 V elsystem infördes.
- 1963: Bilen fick modifierad front. Servostyrning erbjöds som tillval.
- 1964: Motoreffekten ökades till 70 hk.
- 1965: Motoreffekten ökades återigen, nu till 74 hk. Ny instrumentbräda infördes.
- 1966: Tidigt 1966 fick bilen 81 hästkrafters motorn från DS, kort därefter (i september) fick den den nya kortslagiga motorn med femlagrad vevaxel på 84 hk. 2,2-litersmotorn på 109 hk erbjöds endast i kombimodellen ID21 Break.
- 1968: Ny front med fyra strålkastare infördes. Fjärrlyktor som följde rattutslaget erbjöds som tillval.
- 1969: Motoreffekten i ID19 ökades till 91 hk. ID20 med 103 hk motor från DS-modellen introducerades. Samtidigt höjdes motoreffekten i ID21 Break till 115 hk.
- 1970: Sedan-modellerna av ID19 ersattes av DSpecial och ID20 av DSuper, endast kombi-modellerna behöll ID-namnet. Ny instrumentbräda med runda instrument infördes.
- 1971: Femväxlad växellåda erbjöds som tillval.
- 1973: ID21 Break ersattes av DS23 Break.
- 1974: Tillverkningen av kombi-modellen upphörde i september 1974.

### Citroën DSpecial/DSuper
- 1970: Citroën DSpecial ersatte ID19 och Citroën DSuper ersatte ID20.
- 1971: Femväxlad växellåda erbjöds som tillval på DSuper.
- 1973: DSpecial fick samma motor med tvåportsförgasare som DSuper. DSuper 5 med 2,2-liters motor och femväxlad växellåda introducerades.
- 1975: Tillverkningen upphörde i januari 1975.

## Motorer[2]
| Modell     | Årsmodell | Motor              | Cylindervolym | Effekt         | Bränslesystem      |
| ---------- | --------- | ------------------ | ------------- | -------------- | ------------------ |
| DS19       | 1956–61   | 4-cyl radmotor ohv | 1911 cm³      | 75 hk (SAE)    | Tvåportsförgasare  |
| DS19       | 1962–65   | 4-cyl radmotor ohv | 1911 cm³      | 83 hk (SAE)    | Tvåportsförgasare  |
| DS19       | 1966–68   | 4-cyl radmotor ohv | 1985 cm³      | 83 hk (SAE)    | Tvåportsförgasare  |
| DS21       | 1966–68   | 4-cyl radmotor ohv | 2175 cm³      | 109 hk (SAE)   | Tvåportsförgasare  |
| DS20       | 1969–72   | 4-cyl radmotor ohv | 1985 cm³      | 103 hk (SAE)   | Tvåportsförgasare  |
| DS21       | 1969–72   | 4-cyl radmotor ohv | 2175 cm³      | 115 hk (SAE)   | Tvåportsförgasare  |
| DS21 IE    | 1970–72   | 4-cyl radmotor ohv | 2175 cm³      | 139 hk (SAE)   | Bränsleinsprutning |
| DS20       | 1973–75   | 4-cyl radmotor ohv | 1985 cm³      | 98 hk (DIN)    | Tvåportsförgasare  |
| DS23       | 1973–75   | 4-cyl radmotor ohv | 2347 cm³      | 110 hk (DIN)   | Tvåportsförgasare  |
| DS23 IE    | 1973–75   | 4-cyl radmotor ohv | 2347 cm³      | 126 hk (DIN)   | Bränsleinsprutning |
| ID19       | 1957–63   | 4-cyl radmotor ohv | 1911 cm³      | 66 hk (SAE)    | Enkel förgasare    |
| ID19       | 1964–65   | 4-cyl radmotor ohv | 1911 cm³      | 70–74 hk (SAE) | Enkel förgasare    |
| ID19       | 1966–69   | 4-cyl radmotor ohv | 1985 cm³      | 81–91 hk (SAE) | Enkel förgasare    |
| ID21 Break | 1966–68   | 4-cyl radmotor ohv | 2175 cm³      | 109 hk (SAE)   | Tvåportsförgasare  |
| ID20       | 1969–74   | 4-cyl radmotor ohv | 1985 cm³      | 103 hk (SAE)   | Tvåportsförgasare  |
| ID21 Break | 1969–72   | 4-cyl radmotor ohv | 2175 cm³      | 115 hk (SAE)   | Tvåportsförgasare  |
| DSpecial   | 1970–72   | 4-cyl radmotor ohv | 1985 cm³      | 91 hk (SAE)    | Enkel förgasare    |
| DSuper     | 1970–72   | 4-cyl radmotor ohv | 1985 cm³      | 103 hk (SAE)   | Tvåportsförgasare  |
| DSpecial   | 1973–75   | 4-cyl radmotor ohv | 1985 cm³      | 98 hk (DIN)    | Tvåportsförgasare  |
| DSuper     | 1973–75   | 4-cyl radmotor ohv | 1985 cm³      | 98 hk (DIN)    | Tvåportsförgasare  |
| DSuper 5   | 1973–75   | 4-cyl radmotor ohv | 2175 cm³      | 106 hk (DIN)   | Tvåportsförgasare  |

## Bilder

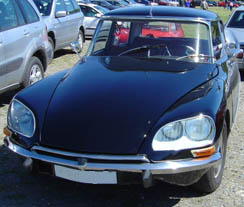
En välhållen "padda" väcker ofta stor uppmärksamhet.
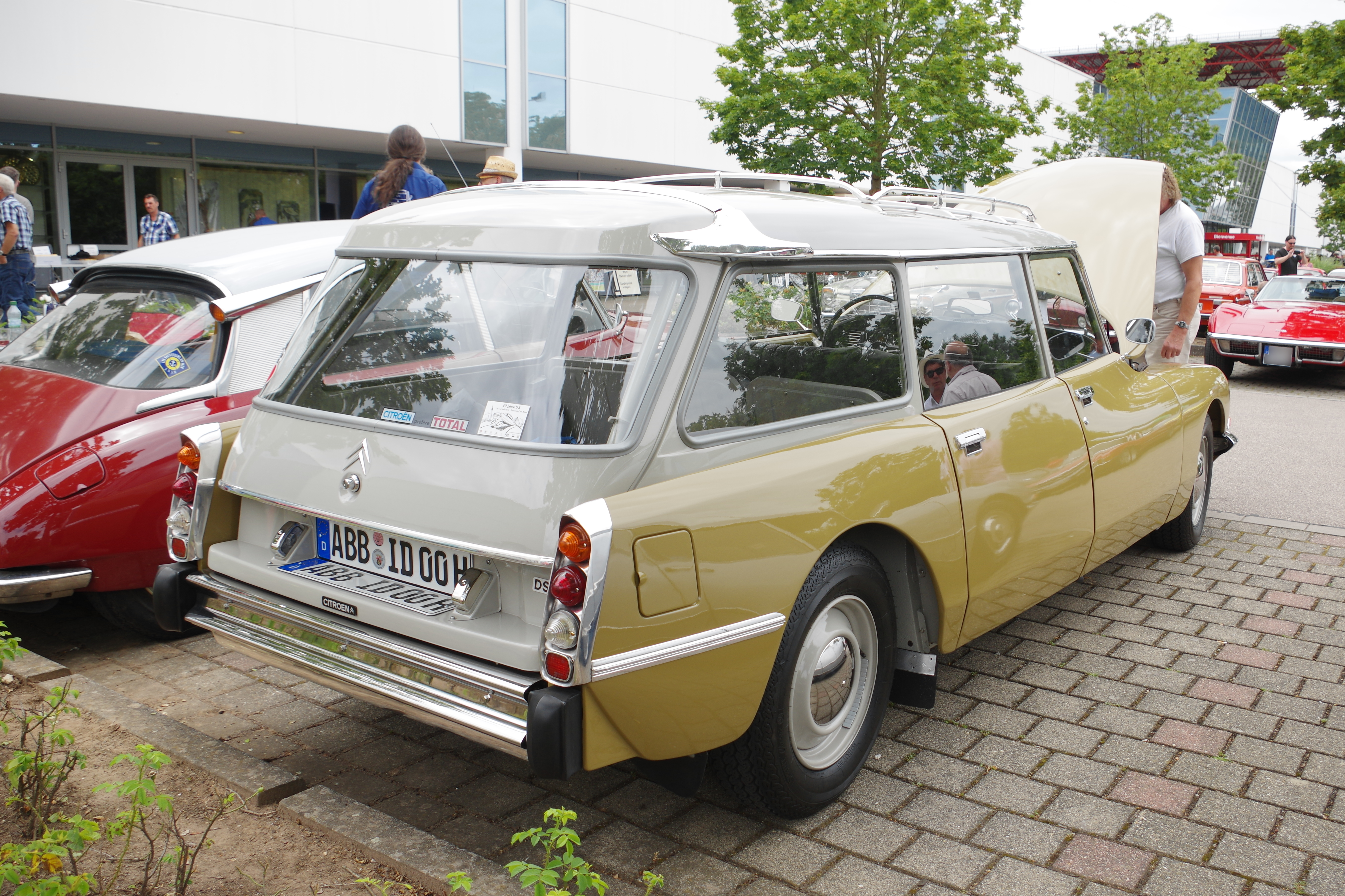
Citroën DS Break.
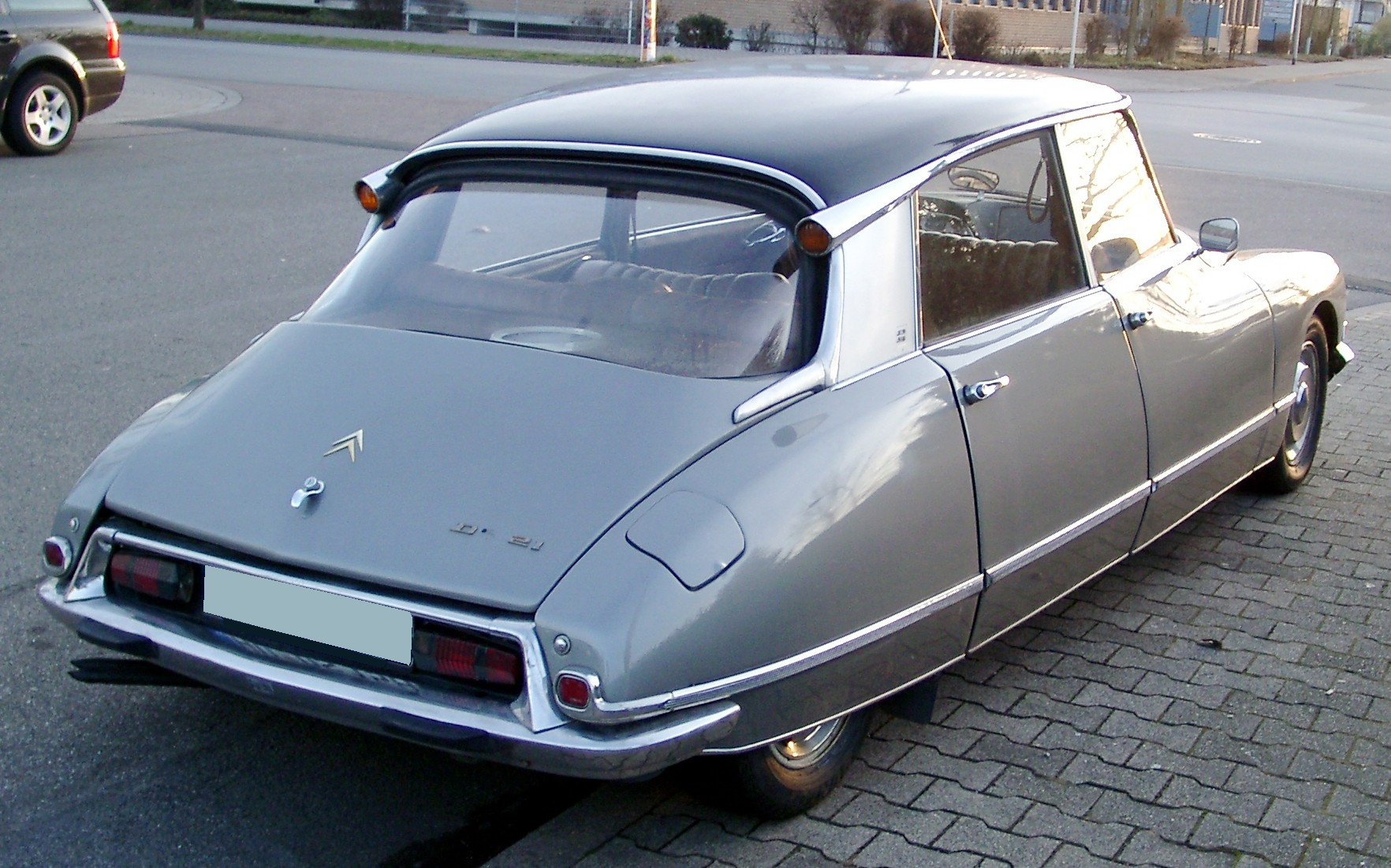
Smalare spårvidd bak än fram.